# Lange Brinkweg 64 (Soest)
Lange Brinkweg 64 is een gemeentelijk monument in Soest in de provincie Utrecht.
De vroegere langhuisboerderij uit de achttiende eeuw staat al aangegeven op een kadastrale kaart uit 1828. De cijfers op de voorzijde van de gevel (die er rond 1983 nog op zaten) gaven aan dat de boerderij in 1787 is gebouwd. De gerestaureerde boerderij heeft een rechthoekige plattegrond en staat evenwijdig aan de weg. Aan de straatzijde bevinden zich twee deuren, de linkerdeur gaf toegang tot een kamer met haard voor de knecht van de boerderij, de rechterdeur geeft toegang tot de boerderij. Links van het boerderijtje is een aanbouw met plat dak. Aan de achtergevel is te zien dat de stal van het middenlangsdeeltype was. Op de plaats van het vroegere hooiluik is nu een venster. Aan de voorgevel zijn naast de drie vensters luiken aangebracht in de kleuren wit, groen en rood.

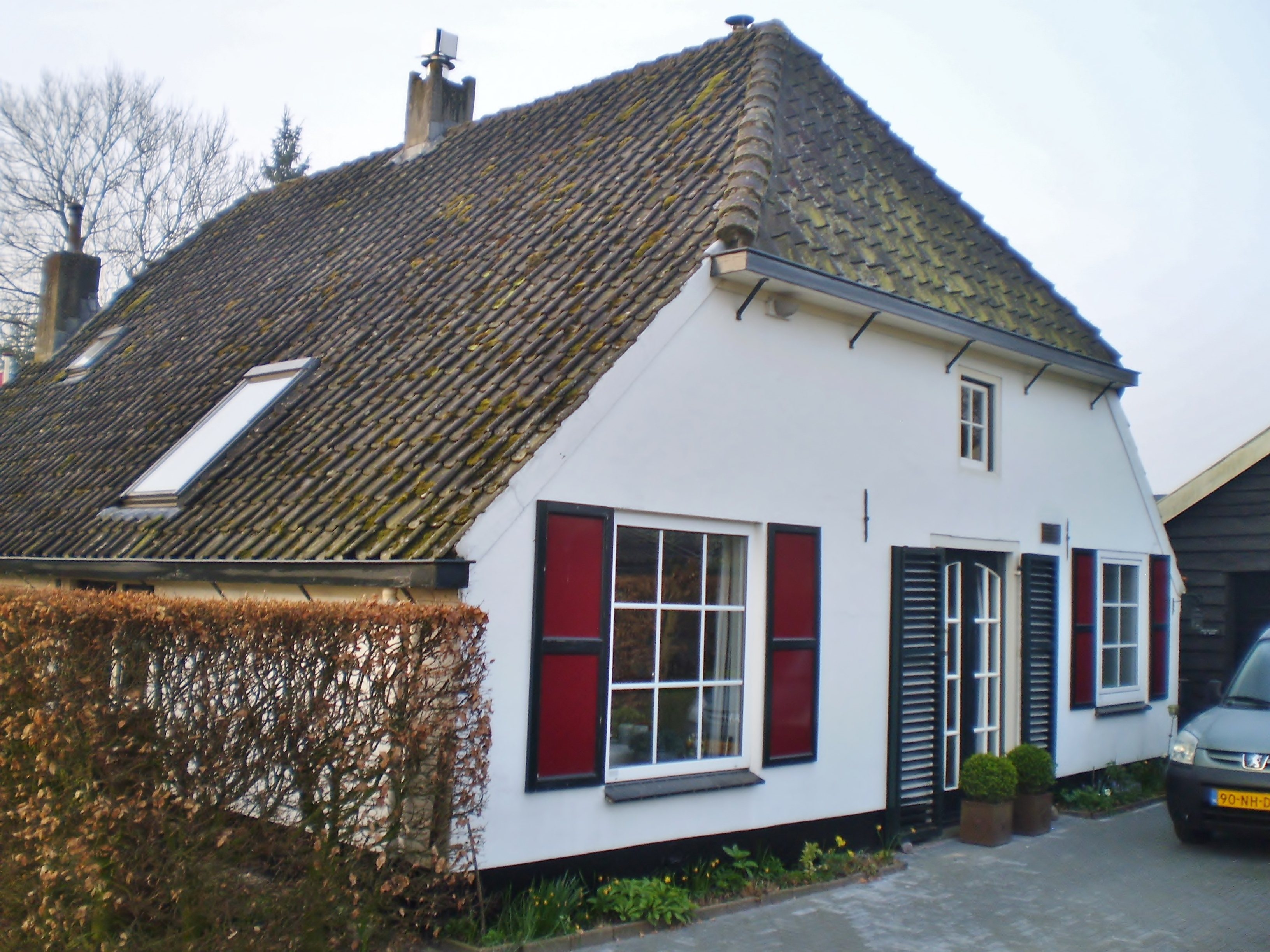
achterzijde